# The White Shadow
La sombra blanca (The White Shadow) es una película muda británica de 1923, dirigida por Graham Cutts. El guion de Alfred Hitchcock se basa en la novela Children of Chance de Michael Morton. La película se dio por perdida durante mucho tiempo, pero en agosto de 2011 se anunció que las primeras tres cintas de la película habían sido encontradas en el cobertizo de Jack Murtagh
en Hastings Nueva Zelanda en 1989.

## Otros créditos
- Color: Blanco y negro
- Sonido: Muda
- Asistente de dirección: Alfred Hitchcock
- Montaje: Alfred Hitchcock
- Dirección artística: Alfred Hitchcock